# Conus atlanticoselvagem
Conus atlanticoselvagem is een in zee levende slakkensoort uit het geslacht Conus. De slak behoort tot de familie Conidae. Conus atlanticoselvagem werd in 2004 beschreven door Afonso & Tenorio. Net zoals alle soorten binnen het geslacht Conus zijn deze slakken roofzuchtig en giftig. Zij bezitten een harpoenachtige structuur waarmee ze hun prooi kunnen steken en verlammen.